# Інтернет-освіта
Інтерне́т-осві́та (англ. Online tutoring) — освіта, що здійснюється з використанням ресурсів та технологій глобальної мережі Інтернет. У відношенні до поняття дистанційна освіта є видовою відмінністю, більш суворо регламентує техніко-технологічну специфіку навчання — використання мережі Інтернет (дистанційно можна навчатися не тільки через Інтернет, але і за допомогою локальних мереж, відеозв'язку тощо)
Більшість діючих центрів навчання можна умовно розділити на три групи за ступенем «занурення» в Інтернет.
До першої групи належать заклади, вся робота яких будується виключно на Інтернет-технологіях. Вибір навчального курсу, його оплата, заняття зі студентами, передача контрольних завдань та їх перевірка, а також здача проміжних і фінальних іспитів здійснюються через Мережу. Подібних навчальних центрів, іноді іменованих «віртуальними університетами», не так багато через високі вимоги до апаратно-програмного оснащення і рівень підготовки персоналу, а також необхідність значних початкових фінансових вкладень.
Другу, найчисленнішу групу, складають навчальні заклади, що поєднують різні традиційні форми очного і дистанційного навчання з нововведеннями в дусі часу. Наприклад, деякі вузи частину своїх програмних курсів переводять у віртуальну форму, а центри дистанційного навчання, спираючись на Інтернет-технології, у той же час не відмовляються від практики проведення очних екзаменаційних сесій. Варіантів тут може бути багато, але в кожному випадку комп'ютеризована лише частина навчального процесу.
До третьої групи можна віднести навчальні центри, для яких Інтернет служить лише внутрішнім комунікаційним середовищем. На своїх сайтах вони розміщують інформацію про навчальні програми (плани), семінари, а також бібліотечні каталоги.
Пропоновані в системах віртуального навчання курси прийнято ділити на два види: кредитні та некредитні. «Кредитним» вважається курс, офіційно затверджений в акредитованому навчальному закладі. Він зараховується студентові в рамках навчальної програми з якої-небудь спеціальності і є однією із сходинок на шляху до отримання наукового ступеня. (Кожний курс у кредитній ієрархії має свою вагу.) До «Некредитних» відносять курси, призначені для отримання додаткової або постуніверситетської освіти (наприклад з метою підвищення кваліфікації) і які не ведуть до отримання наукового ступеня.
Навчальні заклади, що пропонують некредитні курси, фактично утворюють систему «відкритої освіти». Вони роблять акцент на цінності навчальної програми як такої, не піклуючись про престижність видаваного диплома або вазі кредиту. У рамках відкритої освіти створені тисячі навчальних курсів з різноманітних тем, включаючи освоєння мов і вдосконалення навичок роботи з комп'ютером. В Інтернеті можна знайти й такі навчальні заклади, які пропонують пройти навчання за повною програмою коледжу, але не надають освітнього кредиту.

## Інтернет освіта в Україні
Українська платформа онлайн-курсів Prometheus у 2017 році разом з Національний технічний університет України “Київський політехнічний інститут імені Ігоря Сікорського”, Національний університет “Львівська політехніка” та Львівський національний університет імені Івана Франка розпочала пілотний проект зі змішаним типом навчання.
Основна ідея в тому, що студенти будуть онлайн переглядати курси кращих світових університетів, а викладачі в університетах будуть приділяти більшу роль індивідуальній роботі, застосуванню та контролю знань.
Після пілотного проекту Prometheus у 2017 планує прийнятись до реформи української освіти з використанням змішаної освіти.
У 2006 р. за ініціативи та сприяння Міністерства освіти і науки України було започатковано проект «Міжнародна українська школа» для того, щоб забезпечити право на освіту дітям громадян та громадянам України, що тимчасово чи постійно проживають за кордоном, і вже 7 березня 2007 розпорядженням Кабінету Міністрів України «Про утворення загальноосвітнього навчального закладу „Міжнародна українська школа“» було прийняте рішення про створення школи та затверджено її статут і штатний розпис. 7 липня 2007 неказом Міністерства освіти і науки України «Про створення загальноосвітнього навчального закладу „Міжнародна українська школа“» було створено Міжнародну українську школу. Школа розпочала свою роботу 1 вересня 2007 р.